# Sarangtta-winpir-yo-eobs-eo
Sarangtta-winpir-yo-eobs-eo (사랑따윈 필요없어) è un film del 2006 scritto e diretto da Lee Cheol-ha, presentato in concorso al Roma Asian Film Festival 2007.